# Prudenza

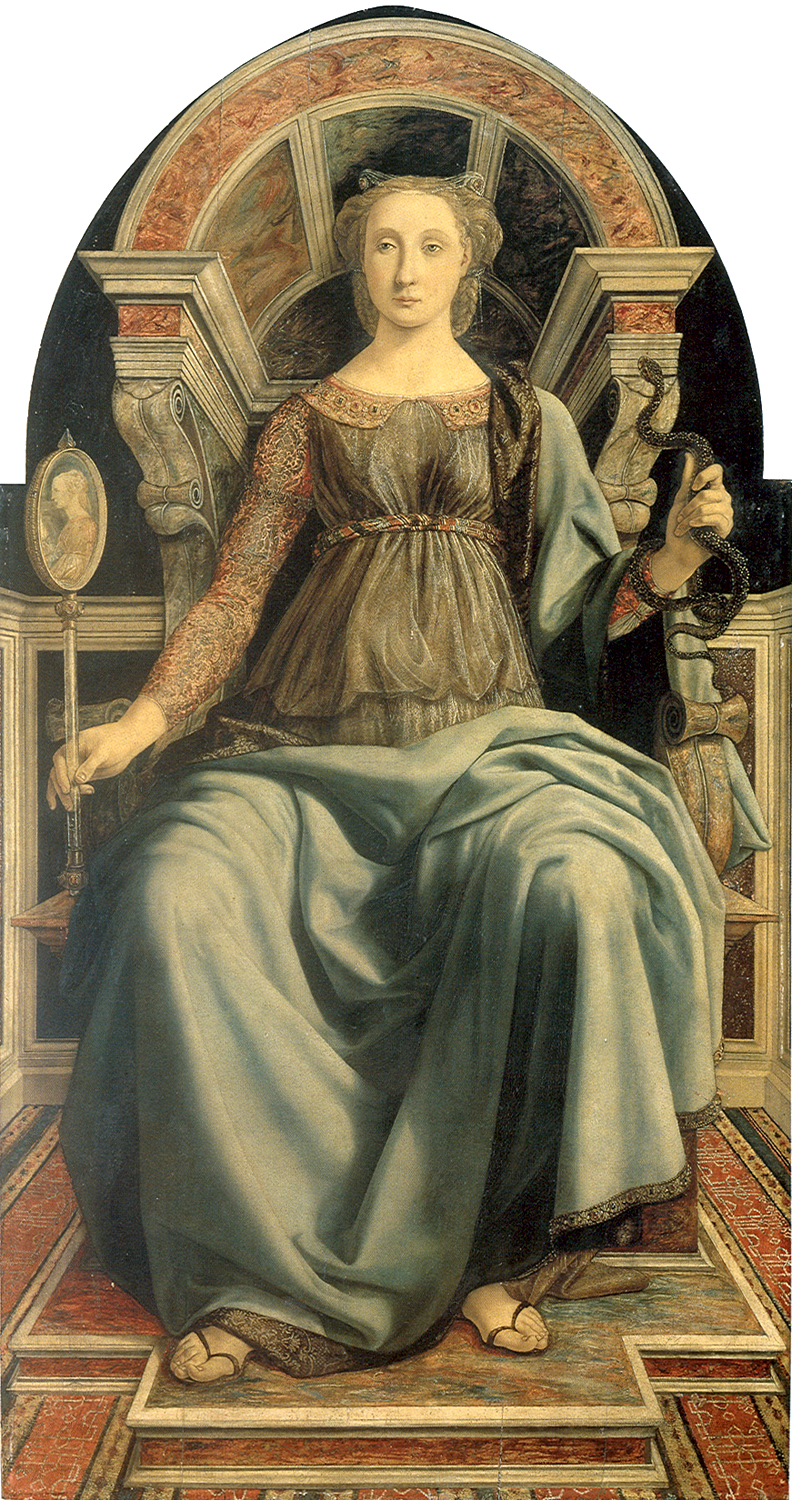
Piero del Pollaiolo, Prudenza (1470)

La prudenza è una delle quattro virtù cardinali della morale occidentale, sin dall'antichità greca e romana. Nella filosofia platonica è detta "saggezza", ed è la virtù propria dell'anima razionale. La prudenza è interpretata come "la capacità di discernere il comportamento meno rischioso".

## Descrizione
La prudenza dispone l'intelletto all'analisi accorta e circostanziata del mondo reale circostante, ed esorta la ragione a discernere in ogni circostanza il nostro vero bene, scegliendo i mezzi adeguati per compierlo. Per questo fu considerata da Aristotele una sorta di «saggezza pratica» (phronesis), un saper agire rettamente, un'attitudine che «valuta ciò che è bene per l'uomo».
Dopo il trattato sulla carità che occupa le questioni da 23 a 46 della Secunda-Secundae della Summa Theologiae, segue la descrizione della prudenza (ST II_II, q. 47) che offre i mezzi per conseguire le altre virtù, «quello che è per il fine», o «quello che è in vista del fine», in tempi e costi contenuti, vale a dire in modo efficiente (con diligenza e sollicitudine) ed efficace.
La prudenza è la «retta norma dell'azione», scrive quindi san Tommaso d'Aquino sulla scorta di Aristotele. Essa non si confonde con la timidezza o la paura, né con la doppiezza o la dissimulazione. È detta auriga virtutum, cioè cocchiere delle virtù: essa dirige le altre virtù indicando loro regola e misura. È la prudenza che guida immediatamente il giudizio di coscienza. L'uomo prudente decide e ordina la propria condotta seguendo questo giudizio. Grazie alla virtù della prudenza applichiamo i principi morali ai casi particolari senza sbagliare e superiamo i dubbi sul bene da compiere e sul male da evitare.
La prudenza è appunto virtù regina, perché permette a un’azione di essere perfetta, raggiungendo un fine buono, con mezzi buoni. I vizi opposti alla prudenza: imprudenza, negligenza, falsa prudenza.